# Mescalina
La mescalina (3,4,5-trimetoxifenilnetilamina) és un alcaloide natural de propietats al·lucinògenes.
Es pot trobar en diversos tipus de cactus, especialment en el peiot (Lophophora williamsii), el càctus de San Pedro (Echinopsis pachanoi) i la torxa peruana (Echinopsis peruviana), així com en altres membres de la família de les cactàcies. També es troba en petites quantitats en algunes espècies de fabàcies, incloent-hi l'Acacia berlandieri. Va ser aïllada i identificada per primer cop l'any 1897 pel químic alemany Arthur Heffter, i sintetitzada per primer cop l'any 1919 per Ernst Späth.

## Història
L'ús del peiot pels amerindis en les seves cerimònies religioses va ser documentat des del primer moment de confluència de les dues cultures, especialment en el cas dels Huitxols a Mèxic, però altres càctus com el de San Pedro es feien servir en altres regions, des del Perú a l'Equador.

### Ingesta i efectes
Per tal que la droga tingui efecte, la summitat del càctus es fa assecar i tallar en forma de petites rodanxes. Posteriorment aquests secalls es masteguen, tot i que també es poden deixar en remull en aigua que posteriorment es beu. Tanmateix el gust del càctus és tremendament amargant i repulsiu, de forma que avui en dia el més habitual és moldre la droga i encapsular-la per evitar aquest fet. La dosi efectiva en humans és de 0,3 a 0,5 grams de mescalina pura, amb un efecte que dura unes 12 hores. Les al·lucinacions es produeixen amb dosis de 300-600 mg, l'equivalent de 20 discos assecats de peiot. Els consumidors experimenten habitualment al·lucinacions visuals i estats alterats de la consciència, sovint en forma de plaentera però ocasionalment acompanayada de sentiments d'angoixa o fàstic. Com la majoria d'al·lucinògens la mescalina no genera dependència física (el tabac també és al·lucinogen a altes dosis, però no es fa servir com a tal). El consum de càctus que contenen mescalina poden produir vòmits i nàusees.

## Mecanisme d'acció
S'especula que la mescalina, juntament amb el LSD, la psilocina, la 5-Meo-DMT i la triptamina s'uneixen als receptors 5-HT (serotoninèrgics) neuronals, específicament als receptors 5-HT2A de la serotonina, que són un receptor lligat a una molècula de proteïna G. La unió al receptor activa uns processos que fan que la proteïna G es dissociï i s'activi en pressència de GTP. Aquest complex alliberat de proteïna promou diversos canvis físics i químics a l'interior de la cèl·lula. Pot alterar la sensibilitat de la membrana cel·lular pel que fa al transport d'ions a través de canvis conformacionals, estimulant l'alliberament d'ions des del plama cel·lular, alhora que alterant la transcripció de proteïnes que duen a un increment de l'activitat iònica, essent el resultat fisiològic dels mateixos un canvi en el potencial neuronal de membrana. En determinades cèl·lules neuronals, aquesta alteració és de tipus inhibitòria -alterant la percepció de les formes i els seus límits- mentre en d'altres és de tipus excitant, resultant en els símptomes positius de l'al·lucinació.

## Farmacocinètica
Encara que la dosi efecitiva pel 50% d'una població concreta (DE50) és variable segons els tipus d'administració i cada individu, la DL50 (dosi letatl pel 50% de la població experimental) ha sigut mesurada en diversos animals:
Cristalls: 212mg/kg i.p. (ratolins)
Cristalls: 132 mg/kg i.p. (rates)
Cristalls: 328 mg/kg i.p. (cobàies)
La potència de la mescalina és de 1000 a 3000 cops inferior a la del LSD, i 30 cops menor que la de la psilocibina. Aproximadament la meitat de la dosi inicila és excretada després de 6 hores, tot i que d'altres estudis semblen documentar que s'excreta del cos 100% inalterada.
L'ús sostingut pot conduir a una certa tolerància (i al consegüent increment de dosi per tal d'obtenir els mateixos efectes), i es creu que es pot desenvolupar una tolerància creuada amb la dietilamida de l'àcid lisèrgic.
Referenciat de Rostock, D. T. (2003, Spring). Pharmacological constituents of mescaline and salvinorin-A. University of Idaho, Department of Psychology.

## Estatus legal
Als Estats Units es va declarar il·legal l'any 1970, i la prohibició internacional va arribar l'any següent per la Convenció sobre Substàncies Psicotròpiques, estant inclosa en la Taula I dels al·lucinògens. La mescalina és només legal per a certs amerindis natius. Les sancions pernals per fabricar mescalina pot arribar als 5 anys de presó i multes de 15.000 dòlars, mentre que la possessió pot arribar a l'any d'empresonament i multes de fins a 5.000 dòlars.
A l'economia submergida de finals de la dècada dels 60 la mescalina va ser àmpliament comercialitzada. Avui en dia la majoria està adulterada, essent realment una fracció desconeguda de principalment LSD el substitut psicodislèptic.

## Química
Una via d'inici de síntesi habitual arrenca del 3,4,5-trimetoxibenzaldèhid. La fórmula química és C11H17NO₃ (PiHKAL). També se la sintetitza del siringaldèhid, de la vanillina, i de l'àcid gàl·lic. El 3,4,5-trimetoxinitroestirè pot ser reduït a mescalina per hidrogenació catalítica.

## Efectes
- Riure incontrolat
- Ulls molt tancats o molt oberts
- Processos de pensament nous
- Visions oníriques
- Eufòria
- Experiència mística o psicodèlica

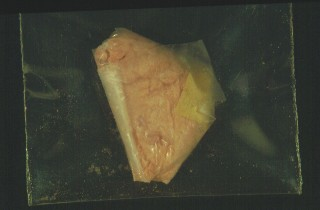
Pólvores de mescalina

- Dilatació de les pupil·les (midriàsi)
- Sensacions de fred i calor
- Mareig
- Vòmits
- Taquicàrdia
- Diarrea
- Migranya
- Ansietat
- Pensaments irracionals

## Anàlegs

La fenescalina, un anàleg de la mescalina

La mescalina té un considerable nombre d'anàlegs químics, on els grups metoxi han estat substituït per grups tio o d'altres. Així tenim la isomescalina, la tiomescalina, l'escalina, la tioescalina, la proscalina, la isoproscalina, la buscalina, la tiobuscalina, la tioisomescalina, la fenescalina, la simbescalina, l'asimbescalina, la tiasimbescalina, l'al·lilescalina, la metal·lilescalina, la metaescalina, i la tiometaescalina, entre d'altres.